# Stanisław Krauss (polityk)
Stanisław Krauss (ur. 7 kwietnia 1901 w Załoźcach, zm. 19 kwietnia 1973 w Warszawie) – polski profesor zwyczajny nauk weterynaryjnych i polityk, poseł na Sejm PRL II, III i IV kadencji. Członek korespondent Polskiej Akademii Nauk.

## Życiorys
W 1926 uzyskał tytuł zawodowy lekarza weterynarii w Akademii Medycyny Weterynaryjnej we Lwowie, w 1937 uzyskał tamże stopień doktora medycyny weterynaryjnej. W okresie 1925–1927 pełnił obowiązki asystenta w Katedrze Mikrobiologii AMW, a od 1928 do 1933 był powiatowym lekarzem weterynarii w Gródku Jagiellońskim i Przemyślu. W 1938 powołano go na stanowisko naczelnika wydziału zaraźliwych chorób zwierzęcych w Ministerstwie Rolnictwa i komisarza do walki z pryszczycą w Polsce. Od 1933 do 1939 był wojewódzkim inspektorem weterynaryjnym w Tarnopolu i Krakowie. W czasie okupacji niemieckiej zajmował się prywatną praktyką weterynaryjną w powiecie krakowskim. Po wyzwoleniu obejmował stanowiska naczelnika Wydziału, Nadzwyczajnego Komisarza do Walki z Zaraźliwymi Chorobami Zwierząt oraz dyrektora Departamentu Weterynarii. W 1952 habilitował się na Wydziale Weterynaryjnym Szkoły Głównej Gospodarstwa Wiejskiego w Warszawie, po czym objął stanowisko dyrektora Państwowego Instytutu Weterynaryjnego w Puławach. Następnie został kierownikiem Katedry Epizootiologii na Wydziale Weterynaryjnym Wyższej Szkoły Rolniczej w Lublinie. W 1954 uzyskał tytuł profesora nadzwyczajnego, a w 1964 profesora zwyczajnego nauk weterynaryjnych z zakresu epizootiologii.
Był członkiem korespondentem Polskiej Akademii Nauk (od 1964), członkiem Rady Naukowo-Technicznej przy ministrze rolnictwa, zastępcą przewodniczącego Komisji Weterynaryjnej, a także członkiem Głównej Komisji Kwalifikacyjnej przy PAN, specjalnej Komisji Nauki, Komisji Nagród Państwowych, rad naukowych instytutów: Zootechniki, Fizjologii i Żywienia Zwierząt, Genetyki i Hodowli Zwierząt PAN, jak również Polskiego Towarzystwa Nauk Weterynaryjnych i Lubelskiego Towarzystwa Naukowego. Organizował od podstaw nowoczesną polską służbę weterynaryjną, opracował wiele instrukcji i zarządzeń. Stworzył 50 pozycji naukowych, w tym 35 o charakterze eksperymentalno-naukowym. Dotyczyły one głównie groźnych dla gospodarki chorób zakaźnych zwierząt. Był promotorem 16 doktorów i opiekunem kilku przewodów habilitacyjnych.
W 1957, 1961 i 1965 uzyskiwał mandat posła na Sejm PRL kolejno w okręgach Opole Lubelskie i Lublin (dwukrotnie) z ramienia Polskiej Zjednoczonej Partii Robotniczej. Przez trzy kadencje zasiadał w Komisji Rolnictwa i Przemysłu Spożywczego.
Jego żoną była Jadwiga z domu Strzetelska (1906–2003), a synem prof. Michał Krauss (1927–2010).
Spoczywa, razem z żoną, na Cmentarzu Wojskowym na Powązkach (kwatera A 15-2-14).

## Ordery i odznaczenia
- Order Sztandaru Pracy II klasy
- Krzyż Komandorski Orderu Odrodzenia Polski
- Krzyż Kawalerski Orderu Odrodzenia Polski
- Złoty Krzyż Zasługi (dwukrotnie: po raz drugi 15 maja 1948[3])
- Srebrny Krzyż Zasługi (9 listopada 1931)[4]
- Medal 10-lecia Polski Ludowej (15 stycznia 1955)[5]
- Medal „Za zasługi dla obronności kraju”
- Odznaka 1000-lecia Państwa Polskiego (1966)[6]